# Carolus Borromeus College
Het Carolus Borromeus College in Helmond is een katholieke school voor voortgezet onderwijs. De naamgever is H. Carolus Borromeus.
De school werd in 1918 gesticht als het Sint Aloysius Instituut voor de pas opgerichte Rooms-Katholieke HBS en kreeg haar huidige naam in 1925. 
In 1944 werden een gymnasium en een MMS aan het College toegevoegd, waarmee de school zich ontwikkelde tot een lyceum. In de jaren 1960 zijn daar havo (ook als opvolger van de mms) en atheneum (als opvolger van de hbs) bijgekomen. Vele jaren daarna, door een fusie, ook een vmbo-t-afdeling (mavo). De school stond vroeger nabij het centrum van Helmond aan de Mierloseweg, maar verhuisde in 1989 naar Helmond-Stiphout (Gasthuisstraat). Sinds 1 augustus 2014 huist de school in een nieuw gebouw in de Helmondse wijk Brandevoort (Markesingel). Het Carolus Borromeus College is een onderdeel van de Ons Middelbaar Onderwijs (OMO)-scholengroep Helmond.

## Schoolniveaus
Op het Carolus Borromeus College zijn drie onderwijsniveaus: mavo, havo en vwo.
Het Carolus Borromeus College maakt voor het vwo onderscheid tussen atheneum (vwo zonder klassieke talen) en gymnasium (vwo met beide klassieke talen Grieks en Latijn). Met deze keuze voor atheneum of gymnasium onderscheidt de school zich van andere scholen die vwo-plus of technasium aanbieden, en het houden bij atheneum. Het gymnasium biedt dezelfde extra vakken aan die vwo+ en technasium ook aanbieden, alsmede de klassieke talen. Voor atheneïsten en gymnasiasten die nog meer kunnen en willen, is er Carolus XL dat op projectbasis werkt. Voor hoogbegaafden is er de XS-klas.